# Staggiano
Staggiano è una piccola frazione del comune di Arezzo da cui dista 1,55 chilometri. Conta 640 famiglie.
Oltre alla parrocchia di Santa Flora e Lucilla, a Staggiano si trova il Quartiere di Porta Sant'Andrea, che qui ha le sue scuderie  ed il locale Circolo Arci, la cui festa si tiene nel periodo estivo (generalmente metà luglio).

## Storia
Nel 1030 il vescovo di Arezzo Teodoaldo (a cui Guido Monaco dedicò il "Micrologo" ) cede in permuta metà della corte di Staggiano e la chiesa di Santa Flora Minore al monastero delle Sante Flora e Lucilla di Torrita di Olmo.
È stato teatro di un eccidio nazista nel 1944.

## Attualità
Nonostante il numero di abitanti e la mancanza di barriere naturali nel territorio, non è presente un servizio di connessione a banda larga ADSL via cavo tanto che nell'ottobre 2004  gli abitanti, costituitisi in un comitato, hanno lanciato una raccolta firme.
Il problema è stato superato, tanto che dal 2018 è disponibile una connessione ADSL per chi lo desidera.